# قائمة تشريعات المواصفات والقياس (مصر)
قوانين وقرارات المواصفات والقياس في مصر
| م                                                                    | التشريع المنظم | تشريعات التعديلات | قرارات اللائحة التنفيذية للتشريع المنظم                                                    | الحالة | ملاحظات                                                                                     |
| -------------------------------------------------------------------- | --- | --- | ------------------------------------------------------------------------------------------ | ------ | ------------------------------------------------------------------------------------------- |
| الدمغ طالع أيضًا: مصلحة دمغ المصوغات والموازين (مصر)                  | | |                                                                                            |        |                                                                                             |
|                                                                      | تنظيم وزارة التجارة والصناعة وإلحاق مصلحة دمغ المصوغات والموازين بها قرار رئيس الجمهورية رقم 420 لسنة 2005                                            | |                                                                                            |        |                                                                                             |
|                                                                      | الرقابة على المعادن الثمينة رقم 68 لسنة 1976 | - رقم 141 لسنة 2017 - رقم 15 لسنة 2002 - رقم 3 لسنة 1994 - رقم 34 لسنة 1977                                                                                  | - قرار وزاري رقم 107 لسنة 2002 - قرار وزاري رقم 26 لسنة 2013 - قرار وزاري رقم 39 لسنة 2013 |        | ألغي بموجبه: - القانون رقم 126 لسنة 1946                                                    |
|                                                                      | إلحاق مصلحة دمغ المصوغات والموازين بوزارة التموين قرار رئيس الجمهورية رقم 913 لسنة 1962                                                               | |                                                                                            |        |                                                                                             |
|                                                                      | دمغ المصوغات رقم 126 لسنة 1946 | - رقم 20 لسنة 1973 - رقم 40 لسنة 1967 - رقم 38 لسنة 1965 - رقم 100 لسنة 1963                                                                                 |                                                                                            |        | ألغي بموجبه: - القانون رقم 19 لسنة 1916 - القانون رقم 8 لسنة 1921                           |
|                                                                      | دمغة المشغولات الذهبية والفضية والأصناف ذات العيار الواطئ المستوردة إلى القطر المصري رقم 8 لسنة 1921                                                  | |                                                                                            |        |                                                                                             |
|                                                                      | دمغة المصوغات رقم 19 لسنة 1916 | |                                                                                            |        |                                                                                             |
| الوزن والكيل                                                         | | |                                                                                            |        |                                                                                             |
|                                                                      | الوزن والقياس والكيل رقم 1 لسنة 1994 | |                                                                                            |        | ألغي بموجبه: - القانون رقم 69 لسنة 1976                                                     |
|                                                                      | الوزن والقياس والكيل رقم 69 لسنة 1976 | |                                                                                            |        | ألغي بموجبه: - القانون رقم 229 لسنة 1951                                                    |
|                                                                      | الموازين والمقاييس والمكاييل رقم 229 لسنة 1951 | - رقم 13 لسنة 1967 - رقم 179 لسنة 1960 - رقم 48 لسنة 1957 - رقم 225 لسنة 1955 - رقم 520 لسنة 1953 - رقم 346 لسنة 1953 - رقم 27 لسنة 1953 - رقم 236 لسنة 1952 |                                                                                            |        | ألغي بموجبه: - القانون رقم 30 لسنة 1939                                                     |
|                                                                      | الموازين والمقاييس والمكاييل قانون رقم 30 لسنة 1939                                                                                                   | |                                                                                            |        | ألغي بموجبه: - القانون رقم 9 لسنة 1914                                                      |
|                                                                      | الموازين والمقاييس والمكاييل بالقطر المصري رقم 9 لسنة 1914                                                                                            | |                                                                                            |        |                                                                                             |
| القياس والمعايرة طالع أيضًا: المعهد القومي للمعايرة (مصر)             | | |                                                                                            |        |                                                                                             |
|                                                                      | تنظيم أعمال القياس والمعايرة (المترولوجيا) رقم 203 لسنة 2020                                                                                          | |                                                                                            |        |                                                                                             |
| المواصفات والجودة طالع أيضًا: الهيئة المصرية العامة للمواصفات والجودة | | |                                                                                            |        |                                                                                             |
|                                                                      | تعديل مسمى الهيئة إلى الهيئة المصرية العامة للمواصفات والجودة على أن تتبع وزير الصناعة والتجارة الخارجية قرار رئيس الجمهورية رقم 83 لسنة 2005         | |                                                                                            |        |                                                                                             |
|                                                                      | تنظيم الهيئة المصرية العامة للتوحيد القياسي وجودة الإنتاج «ضم إلى الهيئة بموجب القرار ضبط جودة الإنتاج الصناعي» قرار رئيس الجمهورية رقم 392 لسنة 1979 | قرار رئيس الجمهورية رقم 59 لسنة 1987 |                                                                                            |        | ألغي بموجبه: - قرار رئيس الجمهورية رقم 29 لسنة 1957 - قرار رئيس الجمهورية رقم 166 لسنة 1965 |
|                                                                      | الهيئة المصرية العامة للتوحيد القياسي قرار رئيس الجمهورية رقم 166 لسنة 1965                                                                           | |                                                                                            |        |                                                                                             |
|                                                                      | إنشاء الهيئة المصرية للتوحيد القياسي قرار رئيس الجمهورية رقم 29 لسنة 1957                                                                             | |                                                                                            |        |                                                                                             |
|                                                                      | التوحيد القياسي رقم 2 لسنة 1957 | |                                                                                            |        |                                                                                             |

## أنظر أيضاً
- قائمة تشريعات الاستثمار والمناطق الحرة (مصر)
- قائمة تشريعات المناطق الاقتصادية (مصر)
- قائمة تشريعات التعاقدات والمناقصات والمزايدات (مصر)
- قائمة تشريعات الطاقة والثروة المعدنية (مصر)
- قائمة تشريعات السياحة (مصر)
- قائمة تشريعات الصناعة (مصر)
- قائمة تشريعات الزراعة (مصر)
- قائمة تشريعات النقل (مصر)
- قائمة تشريعات التعمير (مصر)
- قائمة تشريعات الصحة (مصر)
- قائمة تشريعات الرياضة (مصر)
- قائمة تشريعات التنمية (مصر)
- قائمة تشريعات التجارة والشركات (مصر)
- قائمة تشريعات الاستيراد والتصدير (مصر)
- قائمة تشريعات الإتفاقيات الدولية (مصر)
- قائمة تشريعات الرقابة والحماية والتحكيم (مصر)
- قائمة تشريعات الأسواق والأدوات المالية غير المصرفية (مصر)
- قائمة تشريعات المصارف والنقد (مصر)
- قائمة تشريعات الضرائب والجمارك والرسوم (مصر)
- قائمة تشريعات العمل (مصر)